# Calcineurina
La calcineurina è una proteina con attività fosfatasica, anche nota come PPP3CA (protein fosfatasi 3) ed in passato PP2B. È una serina/treonina fosfatasi controllata dal calcio intracellulare, ed originariamente identificata in estratti di cervello dei mammiferi. Questa fosfatasi è stata implicata in una grande varietà di risposte biologiche, compresa l'attivazione dei linfociti, l'attività neuronale, lo sviluppo muscolare, la crescita dei neuriti, e la morfogenesi delle valvole cardiache. È di fondamentale importanza nel meccanismo di signaling che porta all'attivazione dei linfociti, soprattutto di quelli T.
La sua attività fosfatasica principale e maggiormente studiata è quella di de-fosforilare il fattore di trascrizione NF-AT (Nuclear Factor of Activated T-cells) a seguito dell'aumento della concentrazione intracellulare di calcio e dalla conseguente attivazione della calmodulina che porta all'esposizione di una sequenza di importazione (localizzazione) nucleare (NLS) di NFAT e al mascheramento di una corrispondente sequenza di esportazione nucleare (NES). Questo cambiamento conformazionale consente il legame dello stesso NFAT ad un'importina, che ne determina il trasferimento nel nucleo. All'interno del nucleo (in presenza di cofattori derivati dall'attivazione di altre cascate di segnale) NFAT si lega al DNA inducendo la trascrizione di numerosi geni, tra cui ad esempio quello per l'interleuchina 2 (IL2) e quello per la catena α del recettore per l'IL2 (che passa dalla forma costitutiva a bassa affinità βγ alla forma ad altà affinità αβγ), entrambi fondamentali per l'attivazione dei linfociti T.
L'inibizione farmacologica della calcineurina (ad es. attraverso ciclosporina) blocca l'attivazione delle cellule linfocitarie e causa uno stato di immunosoppressione che previene lo sviluppo di reazioni di rigetto nei pazienti trapiantati. Questi ultimi d'altra parte risultano esposti con maggiore frequenza allo sviluppo di malattie infettive, comprese quelle mediate da patogeni opportunisti.